# Danlí
Danlí est une ville et municipalité du département El Paraiso au Honduras. En plus d'être la ville la plus grande et importante de son département elle est la quatrième municipalité la plus peuplée du pays.
Danlí est considérée comme "la ville des colines et de la culture". Elle est également considérée comme la sultane de l'orient du territoire hondurien.

## Histoire
Danlí a été fondée entre 1676 et 1678. Elle a reçu son titre de ville le 12 avril 1843 en même temps que d'autres villes importantes honduriennes comme Santa Rosa de Copán et Ocotepeque. À ce moment, Danlí appartenait au département d'Olancho.

### Archéologie
Danlí est un des sites visités par le fameux explorateur français Alphonse Pinart pendant son séjour au Honduras entre 1896 et 1897. Pinart a documenté la découverte de fossiles d'oiseaux gigantesques près de Danlí dans le rapport qu'il a présenté lors de la réunion de la Société de géographie. Ce dernier est un des rapports paléontologiques les plus importants de l'Amérique Centrale prenant en compte que le paléontologue Alphonse Milne-Edwards, membre distingué de la Société de Géographie à l'époque, était considéré comme une des autorités mondiales en fossiles d'oiseaux.

### Surnom
La ville se retrouve à 92 kilomètres de la capitale Tegucigalpa. Sa géographique, qui l'entoure de montagnes chargées de forêts de pins, lui donne le nom de "La ville des Collines".

## Personnalités liées
- Lucila Gamero de Medina (1873-1964), née à Danlí, première écrivaine du Honduras, romancière, médecin et pionnière du féminisme dans le pays.